# Петро-Михайловский сельский совет (Вольнянский район)
Петро-Михайловский сельский совет (укр. Петро-Михайлівська сільська рада) — входит в состав
Вольнянского района
Запорожской области
Украины.
Административный центр сельского совета находится в 
с. Петро-Михайловка.

## История
- 1943 — дата образования.

## Населённые пункты совета
- с. Петро-Михайловка
- с. Грушевка
- с. Круглик
- с. Ульяновка